# トルコ海峡危機
トルコ海峡危機（トルコかいきょうきき、英語：Turkish Straits Crisis）は、冷戦中のトルコとソビエト連邦の間で起きた領土問題。トルコは第二次世界大戦中のほとんどの間、公式には中立を維持していた。大戦が終わると、トルコは黒海と地中海を結ぶボスポラス海峡とダーダネルス海峡をソ連の船舶が自由に通れるようソ連政府から圧力をかけられた。トルコ政府はソ連の要求に応じようとしなかった為、その地域での緊張が高まり、ソ連の海軍力の示威に繋がった。この海峡危機は後のトルーマン・ドクトリン発表の決定要因ともなった。危機が最高潮に達すると、トルコはアメリカ合衆国に保護を、北大西洋条約機構(NATO)には機構への加盟を求めた。

## 背景

### トルコ海峡の重要性
黒海と地中海の間にある2つの門であるダーダネルス・ボスポラス両海峡は、黒海から世界中の港へ通じる交易路として、トルコとその近隣の黒海諸国すなわちソ連・ルーマニア・ブルガリアにとって非常に重要であり、これら3か国は全て軍事的に連携していた。海峡は軍事戦略の重要な要素でもあり、海峡の交通を支配していた者は誰でも、海峡を黒海に行き来する海軍力の出入口として利用することができた。

### 政治的な背景
この対立は、第二次世界大戦直前及び大戦中のソ連とトルコの関係に端を発している。1930年代後半まで両国関係は友好的で幾分兄弟のようであり、トルコとソ連のそれぞれの前身であるトルコ大国民議会政府とロシア・ソビエト連邦社会主義共和国は、1921年のモスクワ条約にて互いに協力することを約束していた。
1936年に結ばれたモントルー条約では、オーストラリア・ブルガリア王国・フランス・ドイツ・ギリシャ・日本・ソ連・トルコ・イギリス・ユーゴスラビア王国の各国が参加し、トルコ海峡を軍事的・規制的両方の手段にて処理することが決定された。その条約は海峡に関するいくつかの交渉のなかで最新のものであり、それまでの条約や会議は19世紀から20世紀にかけて実現した。この問題は、ファシスト党率いるイタリア王国の台頭とその拡大政策、そしてブルガリアがこの海峡の再軍備に乗り出すのではないかという懸念により再燃していた。同年7月20日に調印されたその条約によってトルコは海峡の再軍備と規制を認められ、その条約は黒海沿岸のどの国にも属さない船舶による海峡の横断も明確に禁止した。
1930年代後半から1940年代にかけて、ヨシフ・スターリンはモントルー条約で達した合意に対し再三にわたって異議を唱え、早くも1939年には代替案を求めた。彼はトルコとソ連による海峡の共同管理を提案した。ソ連のヴャチェスラフ・モロトフ外相はナチス・ドイツと独ソ不可侵条約を締結した際、海峡を強制的に管理してその付近に軍事基地を設置したいという意向をドイツのヨアヒム・フォン・リッベントロップ外相に伝えた。

### トルコとの国境問題
ソ連は東アナトリア地方にあるトルコとソ連の国境が両国及びアルメニア・ソビエト社会主義共和国とグルジア・ソビエト社会主義共和国にとって有益な形で正常化されることを望んでいた。ソ連のラヴレンチー・ベリヤ副首相は、グルジア南西部にあるトルコ領はオスマン帝国時代のトルコによってグルジアから奪われたものだとスターリンに耳打ちした。もしベリヤの主張する見解がトルコによって合意されれば、黒海と中東に対するソ連の影響力が増し、その過程でその地域におけるイギリス帝国の勢力は減退したであろう。この議論は、1953年5月にソ連が同海峡の管理体制を留保したことを受けて撤回された。

## 海峡危機

### 緊張の激化
第二次世界大戦中にナチス・ドイツやファシスト・イタリアなどを含む黒海諸国以外の軍艦や民間人の船員の海峡通過をトルコが認めたことをめぐり、ソ連とトルコの間では緊張が高まった。連合国によるナチス・ドイツ打倒後、ソ連は1945年と1946年に海峡問題に復帰し、1946年を通じてアメリカ合衆国とトルコの外交官は問題について頻繁に協議を重ねた。1946年4月6日のアメリカの戦艦ミズーリ号来航は、ソ連をさらに憤慨させた。その戦艦は故トルコ大使の自宅の骨壺を運んでいるという説明の下ににそこへ来ていたが、その主張は同時にソ連によって退けられた。

### ソ連からトルコへのメッセージ
1946年8月7日にソ連はトルコ外務省に対し、トルコの海峡管理はもはや黒海沿岸諸国の安全保障上の利益を代表していないと述べた書簡を提出した。これにより、イタリアとドイツの軍艦が戦闘無しに海峡を通過した件が注目を集めた(ドイツの軍艦のみは、トルコが1945年2月23日にドイツに宣戦布告した際にトルコ軍により拘束された)。その書簡は、トルコの海峡管理はもはや信頼できないと結論づけ、新たな国際会議でのモントルー条約の再検討と改正を要求した。

### アメリカの立場
この問題がポツダム会談で提起された際にアメリカのハリー・S・トルーマン大統領は、海峡問題はトルコとソ連に帰属する内政問題であり、両当事者によって解決されるべきだと述べた。ポツダム会談が進む中で議論が白熱したため、黒海と地中海の間の主要な戦略的通路となり、場合によっては共産主義トルコの原因となりうるその海峡が、ソ連の手に渡ることを望まないとアメリカは固く決意した。ディーン・アチソン国務次官によりパリ駐在の外交官に送られた秘密電報にて、彼はこの問題に関するアメリカの見解を説明した。
アチソン次官は事態の緊急性を説明するために15人のジャーナリストと会合し、アメリカ政府の見解を伝えた。

### NATOのトルコ支援と緊張の緩和
1946年の夏から秋にかけてソ連は黒海での海軍力を増強し、トルコ沿岸付近でソ連艦による演習を実施した。かなりの数の地上部隊がバルカン半島に派遣された。ソ連からの高まる圧力に屈し、数日中にトルコはアメリカへ支援を求めた。トルーマン大統領は政権閣僚と協議した後、アメリカ海軍の任務部隊をトルコに派遣した。1946年10月9日、アメリカとイギリスの政府はトルコへの支持を再確認した。10月26日にソ連はトルコ海峡の管理についての新たな首脳会談のために特定の要請を撤回し(ただし見解は変えず)、その後間も無くこの地域から脅迫的な軍事力の大半を撤収させた。トルコはソ連の影響力のトルコ・ギリシャへの拡大を阻止するトルーマン・ドクトリンの計画に基づいて中立政策を放棄し、1947年にはアメリカから1億ドルの経済と国防の支援を受け入れた。トルコとギリシャは1952年にNATOに加盟した。

### 継続する議論(1947年から1953年)
1946年11月にトルコ政府は駐モスクワ大使にファイク・アクドゥル(Faik Akdur)を任命した。トルコのイスメト・イノニュ大統領はアクドゥルに対し、ソ連との関係を一層発展させることに専念するよう指示した。アクドゥルはまた、海峡に関する交渉が行われた場合、その交渉に携わることを明確に禁じられた。
アメリカはダーダネルス海峡とボスポラス海峡の命運を最終的に決めるための国際会議の開催を提案した。アメリカにより特徴づけられた風潮の中で開かれた会議は、セルゲイ・ヴィノグラドフ(Sergei Vinogradov) の意見では、ソ連が確実に投票で負けるため容認出来ないと彼が主張し、当時の駐トルコ大使だった彼から1946年12月10日にソ連政府に送られた覚書の形での返答を裏付けた。彼はソビエト連邦外務省の揺るぎない永遠の目標である体制変革の代わりに、海峡を規制する現在のインフラが、多少の変化はあっても存続するだろうと予測した。
海峡危機の最初の1年半の間に駐トルコのソ連大使であったヴィノグラドフは1948年にソビエト連邦共産党政治局によって交代され、彼の後任を務めたアレクサンドル・ラヴリシェフ(Aleksandr Lavrishev)は海峡に関する最後のソ連の重要文書となった一連の指示をソビエト連邦外務省から受けた。
ヨシフ・スターリンの死と国葬の後、ソ連政府内では体制変革の機運が低下し、1953年5月30日にモロトフはボスポラス海峡とダーダネルス海峡をめぐるソ連の主張、ならびにトルコ・アルメニア・グルジア国境でのその他の領土問題の関与を否認した。

## 余波
以上の国際的風潮が海峡やトルコの外交的管理を困難にすると判断したソ連は、中東の一角であるトルコを東側陣営に取り込むため、土壇場の取組にて関係修復に乗り出した。しかし、トルコが1952年に西側陣営が連携したNATOに加盟したことでそうした希望は打ち砕かれた。現在でもトルコとソ連の後継国であるロシア連邦との間では改訂されたモントルー条約が結ばれている。